# جنگ الکترونیک
جنگ الکترونیک (به اختصار: جنگال) هر عملی است که شامل استفاده از طیف الکترومغناطیسی (طیف EM) یا انرژی هدایت شده برای کنترل طیف، حمله به دشمن یا جلوگیری از حمله دشمن است. هدف از جنگ الکترونیکی انکار مزیت حریف و اطمینان از دسترسی دوستانه و بدون مانع طیف EM است. EW را می‌توان از طریق هوا، دریا، زمین، یا فضا توسط سیستم‌های سرنشین دار و بدون سرنشین استفاده کرد و می‌تواند انسان، ارتباطات، رادار یا دارایی‌های دیگر (نظامی و غیرنظامی) را هدف قرار دهد؛ و شامل ارتباطات رادیویی، ایجاد اختلال در ارتباطات رادیویی دشمن و شنود (استراق سمع) گفتگوهای دشمن است.
امروزه کاربردهای نوین دیگری مانند هدایت نفرات و موشک‌ها با دستگاه‌های الکترونیکی به جنگ الکترونیک افزوده شده‌است. دستگاه پارازیت‌انداز شعاع اصلی از این جمله دستگاه‌هاست که با ایجاد چگالی از انرژی در مسیر سیگنال فرستاده می‌شود و با افزودن نوفه (نویز) به آن، رادار را مختل می‌کند. البته می‌توان آن را شناسایی کرد.
افراد یگان جنگال می‌کوشند تحرک هر فرستنده‌ای را کشف، صدای هر گوینده‌ای را ضبط و هرگونه سامانه الکترونیکی تهدیدآمیز را نابود کنند.
به‌کارگیری سایت‌های شنود متحرک مجهز به سامانه‌های رهگیری مراقب، استراق سمع، ضبط و ثبت فرستنده‌های فعال دشمن، پخش پارازیت شنود و فریب الکترونیکی اهمیت ویژه‌ای در این‌گونه عملیات دارد. تجهیزات شنود، سامانه‌های اختلالگر، جهت‌یاب‌های مختلف، رادارها و سامانه‌های کشف و رهگیری و رمزشکن از لوازم یگان جنگال است.

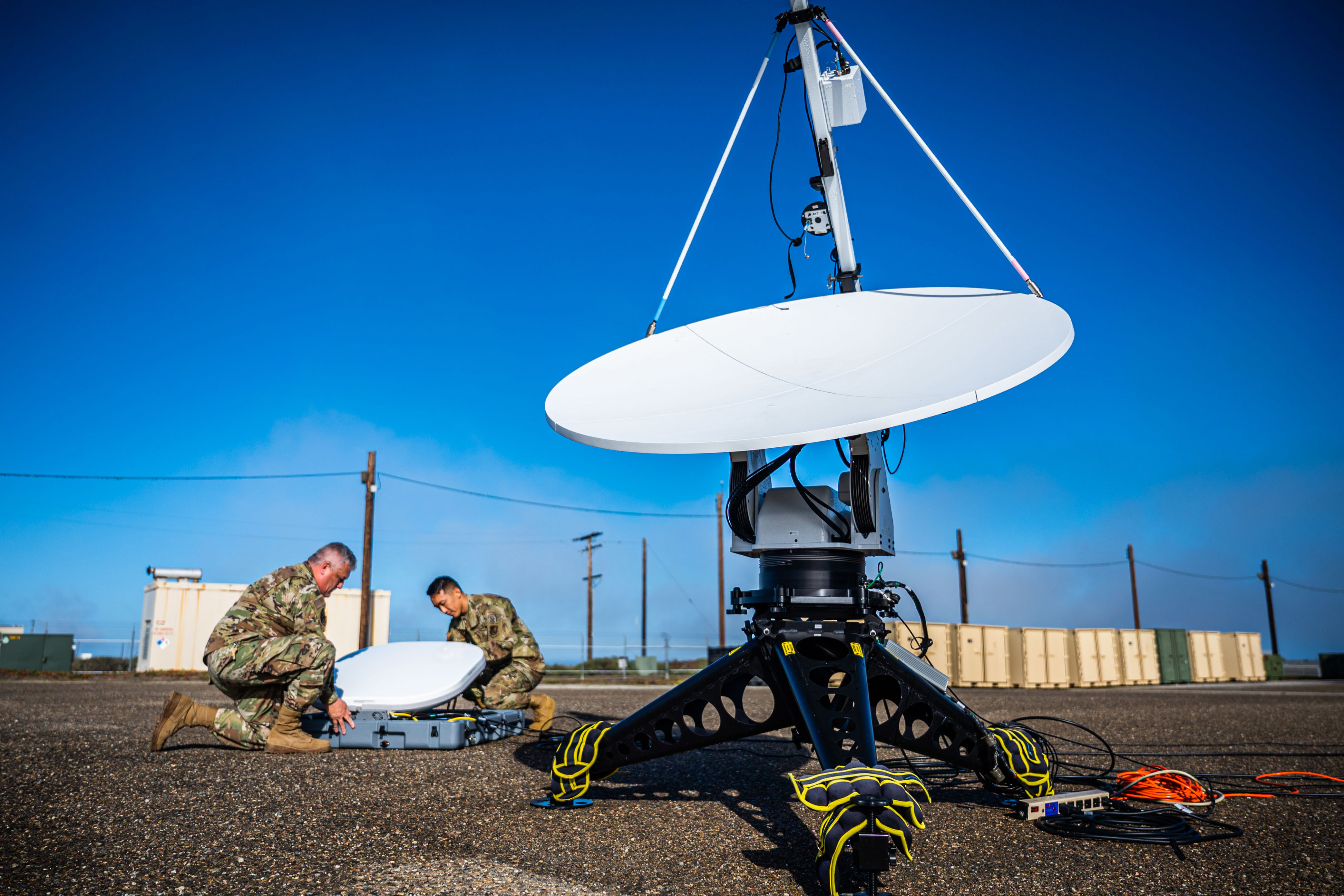

- "BLACK SKIES 22 STARCOM" رزمایش جدید جنگ سایبری را آغاز کرد.

## زیر مجموعه‌ها

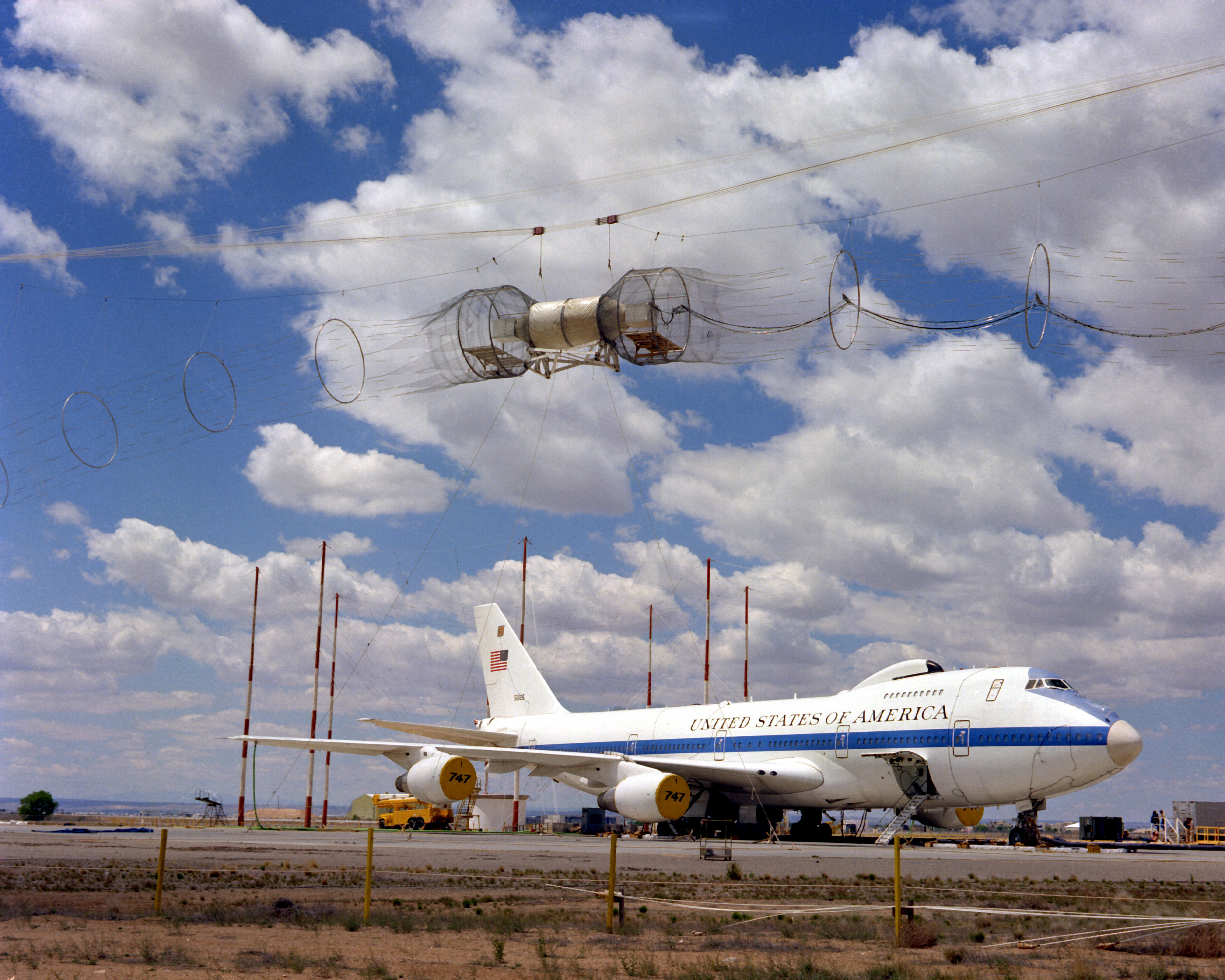
نمایی از سمت جلو راست یک پست فرماندهی هوابرد پیشرفته E-4 (AABNCP) روی شبیه‌ساز پالس الکترومغناطیسی (EMP) برای انجام آزمایش.

جنگ الکترونیکی از سه بخش اصلی تشکیل شده‌است: حمله الکترونیکی (EA)، حفاظت الکترونیکی (EP) و پشتیبانی از جنگ الکترونیکی (ES).

### حمله الکترونیکی
مقاله اصلی: اقدامات متقابل الکترونیکی
حمله الکترونیکی (EA) (که قبلاً به عنوان اقدامات متقابل الکترونیکی (ECM) شناخته می‌شد)) شامل استفاده تهاجمی از انرژی EM، انرژی جهت دار یا سلاح‌های ضد اشعه برای حمله به پرسنل، تأسیسات یا تجهیزات با هدف تخریب، خنثی سازی یا از بین بردن دشمن است. توانایی از جمله زندگی انسان. در مورد انرژی EM، این عمل معمولاً تحت عنوان "jamming" خوانده می‌شود و می‌تواند در سیستم‌های ارتباطی یا سیستم‌های راداری انجام شود. در مورد سلاح‌های ضد اشعه، این بارها شامل موشک یا بمبی است که می‌تواند بر روی سیگنال مشخص (رادیو یا رادار) بتابد و از آن مسیر مستقیماً ضربه بگذارد، از این رو پخش سیستم را از بین می‌برد.

### حفاظت الکترونیکی
مقاله اصلی: ضد متقابل الکترونیکی
حفاظت الکترونیکی (EP) (که قبلاً به عنوان اقدامات محافظ الکترونیکی [EPM] یا اقدامات ضد متقابل الکترونیکی [ECCM] شناخته می‌شد) شامل اقدامات انجام شده برای محافظت از نیروهای دوستانه (پرسنل، امکانات و تجهیزات) از هرگونه تأثیر استفاده دوستانه یا دشمن از الکترومغناطیسی است. طیفی که توانایی جنگ دوستانه را تخریب، خنثی می‌کند یا از بین می‌برد (EA). EP توانایی شکست EA است.
شعله‌های آتش اغلب برای منحرف کردن موشک‌های فروسرخ مادون قرمز برای از بین بردن هدف خود استفاده می‌شود. استفاده از منطق رد شعله‌ور در هدایت (سر جستجوگر) موشک مادون قرمز برای مقابله با استفاده از دشمن از شراره‌ها، نمونه ای از EP است. در حالی که عملکردهای دفاعی EA (ضربه زدن) و EP (شکست دادن فشار) هم از پرسنل، امکانات، امکانات و تجهیزات محافظت می‌کند، EP از اثرات EA (دوستانه و / یا مخالف) محافظت می‌کند. نمونه‌های دیگر EP شامل فناوری‌های طیف گسترده، استفاده از لیست‌های فرکانس محدود ، کنترل انتشار گازهای گلخانه ای (EMCON) و فناوری کم مشاهده (خفا) است.
محافظت از جنگ الکترونیکی (EWSP) مجموعه ای از سیستم‌های ضد اندازه‌گیری است که در درجه اول برای هواپیما به منظور محافظت از میزبان در برابر آتش سلاح‌ها نصب می‌شود و می‌تواند از جمله موارد دیگر: اقدامات متقابل مادون قرمز جهت دار (DIRCM، سیستم‌های شعله‌ور و سایر اشکال ضد مادون قرمز برای محافظت در برابر موشک‌های مادون قرمز؛ چوب پنبه (محافظت در برابر موشک‌های هدایت شونده با رادار) و سیستم‌های دفاعی DRFM (محافظت در برابر سلاح‌های ضدهوایی با هدف رادار).
دامنه تاکتیک‌های جنگ الکترونیکی (EWTR) یک محدوده عملی است که آموزش پرسنل در جنگ الکترونیکی را فراهم می‌کند. دو نمونه از چنین طیف وسیعی در اروپا وجود دارد: یکی در RAF Spadeadam در شمال غربی شهر کامبریا، انگلیس و تسهیلات تسلیحات الکترونیکی چند ملیتی Aircrew Targics Facility Polygone در مرز آلمان و فرانسه. EWTRها به تجهیزات زمینی مجهز شده‌اند تا تهدیدهای جنگ الکترونیکی را که ممکن است هواپیماها در مأموریتها با آن روبرو شوند، شبیه‌سازی کنند. سایر محدوده‌های آموزش و تاکتیک EW برای نیروهای زمینی و دریایی نیز موجود است.
Antifragile EW یک قدم فراتر از EP استاندارد است، اتفاق می‌افتد هنگامی که یک پیوند ارتباطی که در حقیقت در نتیجه حمله حمله می‌کند، توانایی را افزایش می‌دهد، اگرچه این شرایط فقط در شرایط خاص مانند اشکال واکنشی درهم و برهم امکان‌پذیر است.

### پشتیبانی از جنگ الکترونیکی
مقاله اصلی: اقدامات پشتیبانی از جنگ الکترونیکی
پشتیبانی جنگ الکترونیکی (ES) زیرمجموعه ای از EW است که شامل اقدامات انجام شده توسط یک فرمانده عملیاتی یا اپراتور برای کشف، رهگیری، شناسایی، مکان‌یابی و / یا بومی سازی منابع انرژی در نظر گرفته شده و ناخواسته تابش شده الکترومغناطیسی (EM) انرژی است. این اغلب به عنوان شناسایی ساده گفته می‌شود، اگرچه امروزه اصطلاحات رایج تر هوش، نظارت و شناسایی (ISR) یا هوشمند سازی، نظارت، دستیابی به هدف و شناسایی (ISTAR) است. هدف این است که به رسمیت شناختن فوری، اولویت بندی و هدف قرار دادن تهدیدات برای فرماندهان میدان نبرد.
هوش سیگنال (SIGINT)، یک رشته با هم همپوشانی با ES، فرایند مربوط به تجزیه و تحلیل و شناسایی انتقالهای رهگیری شده از منابعی مانند ارتباط رادیویی، تلفن‌های همراه، رادار یا ارتباط مایکروویو است. SIGINT به سه دسته تقسیم می‌شود: هوش الکترونیکی (ELINT)، هوش ارتباطات (COMINT) و سیگنال‌های ابزار دقیق خارجی FISINT. پارامترهای آنالیز اندازه‌گیری شده در سیگنالهای این دسته‌ها می‌توانند شامل فرکانس، پهنای باند، مدولاسیون و قطبش باشند.
تمایز بین SIGINT و ES توسط کنترل‌کننده دارایی‌های مجموعه، اطلاعات ارائه شده و هدف مورد نظر از اطلاعات تعیین می‌شود. پشتیبانی از جنگ الکترونیکی توسط دارایی‌های تحت کنترل عملیاتی یک فرمانده انجام می‌شود تا اطلاعات تاکتیکی، به‌طور خاص تهدید اولویت بندی، به رسمیت شناختن، مکان، هدف قرار دادن و جلوگیری از تهدید را انجام دهد. با این حال، همان دارایی‌ها و منابعی که وظیفه ES را به عهده دارد، می‌توانند همزمان اطلاعاتی را جمع‌آوری کنند که برای اطلاعات استراتژیک تر نیازهای مجموعه را برآورده کند.

## پی‌نوشت‌ها
1. ↑  "Electronic warfare". Wikipedia (به انگلیسی). 2020-07-28.